# Liste chinesischer Hochebenen

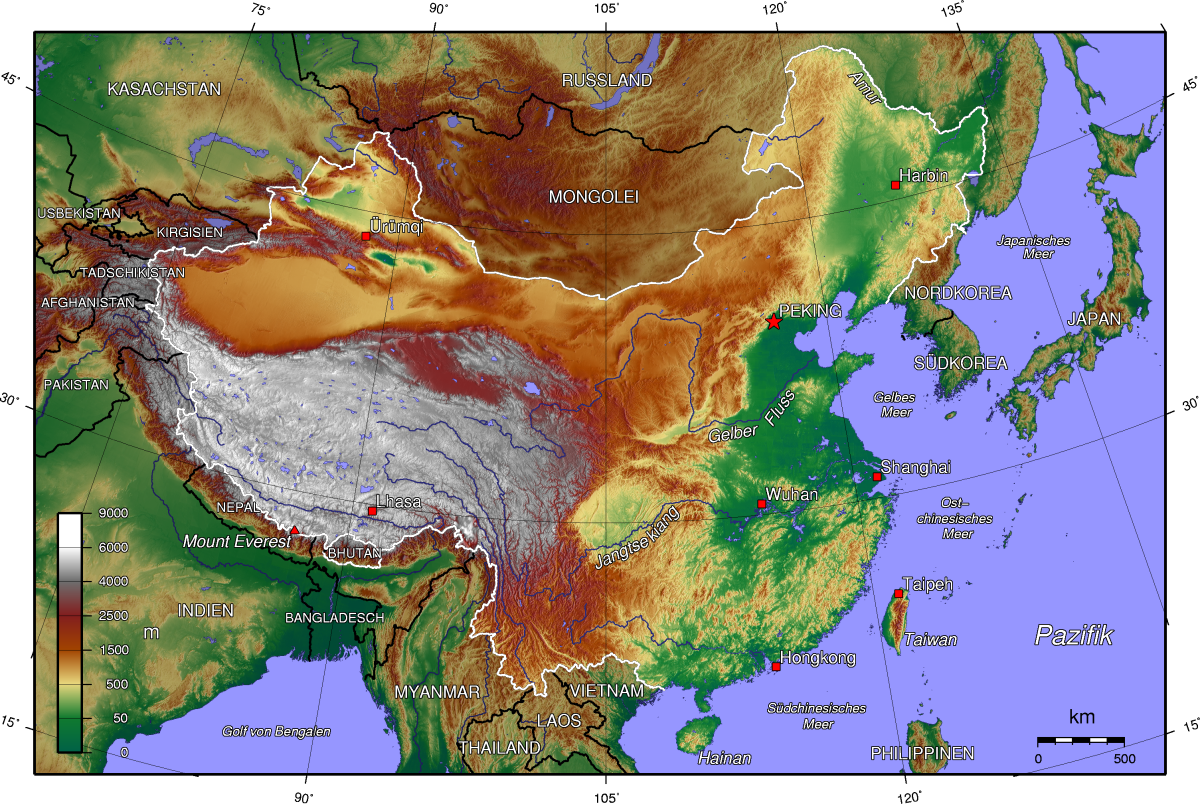
Topographische Karte von Südwest-China

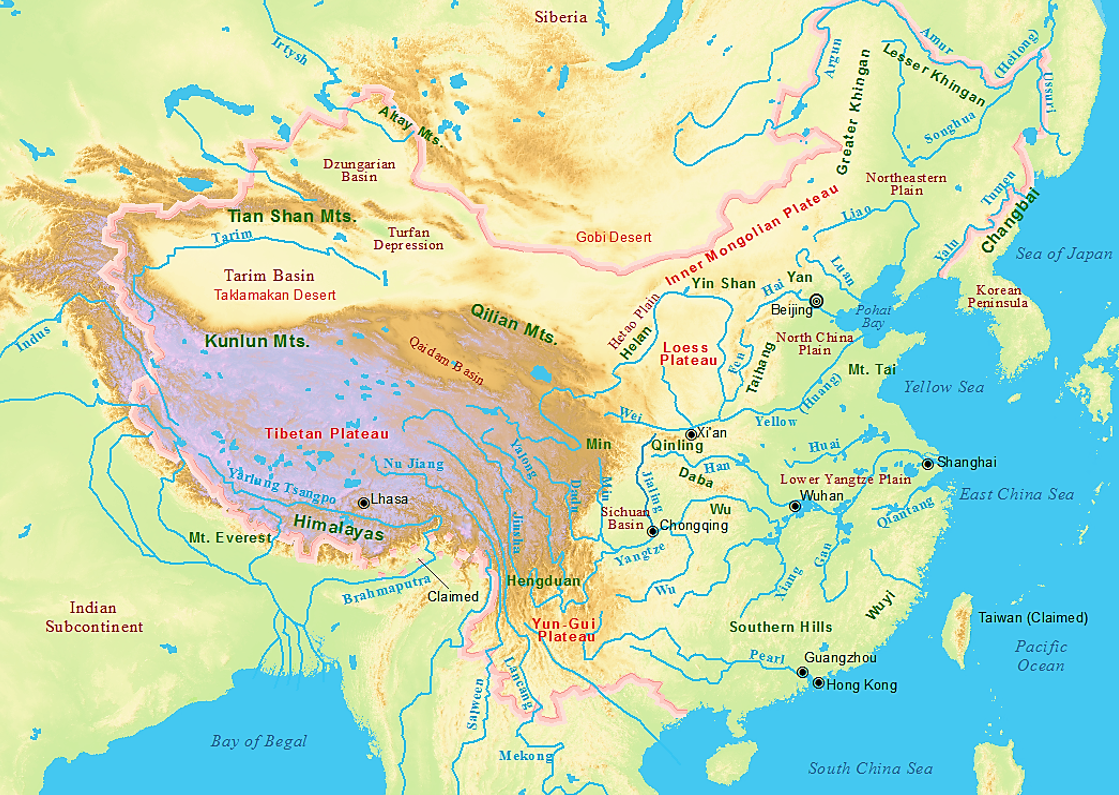
Geografische Karte Chinas

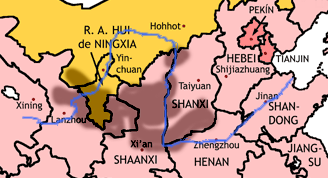
Löss-Hochebene in China

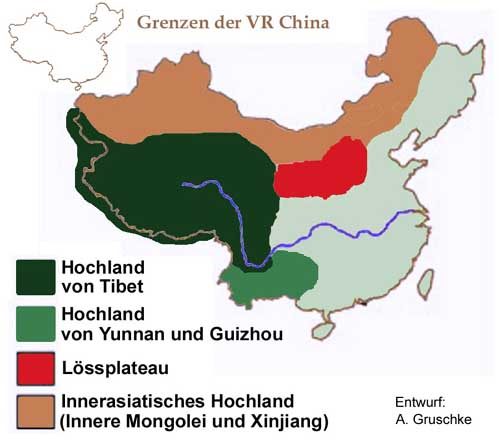
Lage des Lössplateaus in China

Dies ist eine Liste chinesischer Hochebenen/Hochländer/Plateaus. Die vier großen Hochebenen sind das Qinghai-Tibet-Plateau (Qing-Zang gaoyuan 青藏高原), das Plateau der Inneren Mongolei (Nei Menggu gaoyuan 內蒙古高原), das Lössplateau (Huangtu gaoyuan 黃土高原, siehe Abbildung) und das Yunnan-Guizhou-Plateau (Yun-Gui gaoyuan 雲貴高原). Dabei erfolgen entsprechend den topographischen Unterschieden weitere Einteilungen. Die folgenden Übersetzungen der chinesischen Begriffe versuchen sich so eng wie möglich an die chinesischen Bezeichnungen anzulehnen:

## Qinghai-Tibet-Plateau
- Hochebene von Nord-Tibet (Zangbei gaoyuan 藏北高原)
- Hochebene von Ost-Tibet (Zangdong gaoyuan 藏東高原)
- Süd-Qinghai-Hochebene (Qingnan gaoyuan 青南高原)
- West-Sichuan-Hochebene (Chuanxi gaoyuan 川西高原)

## Plateau der Inneren Mongolei
- Hulun-Buir-Plateau (呼倫貝爾高原)
- Xilin-Gol-Plateau (錫林郭勒高原)
- Ulanqab-Plateau (烏蘭察布高原)
- Ordos-Plateau (鄂爾多斯高原 / 鄂尔多斯高原)
- Alxa-Plateau (阿拉善高原)
- Bayan-Nur-Plateau (巴彥淖爾高原)

## Lössplateau
- Nord-Shaanxi-Plateau (Shaanbei gaoyuan 陝北高原)
- Nord-Shanxi-Plateau (Shanbei gaoyuan 晉北高原)
- Süd-Shanxi-Plateau (Shannan gaoyuan 晉南高原)
- Süd-Ningxia-Plateau (Ningnan gaoyuan 寧南高原)
- Ost-Gansu-Plateau (Gandong gaoyuan 甘東高原)

## Yunnan-Guizhou-Hochebene
- Ost-Yunnan-Plateau (Diandong gaoyuan 滇東高原)
- Nord-Yunnan-Plateau (Dianbei gaoyuan 滇北高原)
- West-Yunnan-Plateau (Diandong xiyuan 滇西高原)
- Zentral-Yunnan-Plateau (Dianzhong gaoyuan 滇中高原)
- Nord-Guizhou-Plateau (Qianbei gaoyuan 黔北高原)
- Zentral-Guizhou-Plateau (Qianzhong gaoyuan 黔中高原)
- West-Guizhou-Plateau (Qianxi gaoyuan 黔西高原)